# 10°-Isotherme

Nördlicher Polarkreis vs. 10 °C-Isotherme als Definition der Arktis

Die 10°C-Isotherme (auch 10°-Juli-Isotherme) zeichnet eine imaginäre Linie, die Regionen begrenzt, in denen die Durchschnittstemperatur im Hochsommer unter 10 °C liegt. Sie dient, neben der Funktion als Wachstumsgrenze von Flora und Fauna, als ein Hilfsmittel zur Bestimmung der südlichen Grenze der Arktis, einem Gebiet ohne klare geographische Abgrenzung, da deren Definition als Region nördlich des arktischen Polarkreises kaum noch benutzt wird.
Diese Linie bildet in etwa auch die nördliche Baumgrenze.